# Улусчерга
Улусчерга (рос. Улусчерга) — село Шебалінського району, Республіка Алтай Росії. Входить до складу Улусчергинського сільського поселення.
Населення — 295 осіб (2015 рік).